# Börje Klingberg
Börje Klingberg (ur. 29 maja 1952 w Mariestadzie) – szwedzki żużlowiec.
Srebrny medalista młodzieżowych indywidualnych mistrzostw Szwecji (Eskilstuna 1971). Srebrny medalista indywidualnych mistrzostw Szwecji (Eskilstuna 1980). 
Reprezentant Szwecji na arenie międzynarodowej. Finalista mistrzostw świata par (Chorzów 1978 – VII miejsce). Wielokrotny uczestnik eliminacji indywidualnych mistrzostw świata (najlepszy wynik: Gislaved 1981 – VI miejsce w finale szwedzkim).
W lidze brytyjskiej reprezentant klubu Eastbourne Eagles (1980).
Ojciec Niklasa Klingberga, również żużlowca.